# The Borderers
The Borderers è una serie televisiva britannica in 26 episodi trasmessi per la prima volta nel corso di 2 stagioni dal 1968 al 1970.
È una serie d'avventura a sfondo drammatico ambientata nel XVI secolo e incentrata sulle vicende della famiglia Ker che vive al confine tra l'Inghilterra e la Scozia. La serie mostra una famiglia normale che cerca di vivere una vita normale come parte di una società di Border Reivers, un mondo in cui le razzie erano parti inevitabili della vita quotidiana e le guerre tra l'Inghilterra e la Scozia avevano distrutto i normali processi di applicazione della legge.

## Personaggi e interpreti

### Personaggi principali
- Jamie Ker (26 episodi, 1968-1970), interpretato da Ross Campbell.
- Sir Walter Ker of Cessford (26 episodi, 1968-1970), interpretato da Iain Cuthbertson.
- Gavin Ker (26 episodi, 1968-1970), interpretato da Michael Gambon.
- Margaret Ker (26 episodi, 1968-1970), interpretata da Edith MacArthur.
- Pringle (26 episodi, 1968-1970), interpretato da Russell Waters.
- Grizel Ker (25 episodi, 1968-1970), interpretato da Margaret Greig.

### Personaggi secondari
- Rab (13 episodi, 1968-1969), interpretato da Joseph Brady.
- Agnes Ker (13 episodi, 1968-1969), interpretata da Nell Brennan.
- Rab (13 episodi, 1970), interpretato da James Garbutt.
- Agnes Ker (13 episodi, 1970), interpretata da Eileen Nicholas.
- Robin Graham (5 episodi, 1968-1969), interpretato da Ian McCulloch.
- Andrew (4 episodi, 1969), interpretato da Derek Martin.
- Tam Elliot (3 episodi, 1968-1970), interpretato da James Copeland.
- Ian Armstrong (3 episodi, 1969-1970), interpretato da Stuart Mungall.
- Sir John Forster (3 episodi, 1970), interpretato da John Harvey.
- Martin Elliot (2 episodi, 1968-1970), interpretato da Bill Henderson.
- Black Dowie (2 episodi, 1968-1970), interpretato da Bill McCabe.
- Conte di Maitland (2 episodi, 1969-1970), interpretato da James Cairncross.
- Arnold Forster (2 episodi, 1969-1970), interpretato da Eric Flynn.
- Hob (2 episodi, 1969-1970), interpretato da Joseph Greig.
- Davie (2 episodi, 1969-1970), interpretato da Phil McCall.
- Alan Armstrong (2 episodi, 1969-1970), interpretato da Douglas Murchie.

## Produzione
La serie, ideata da Bill Craig, fu prodotta da British Broadcasting Corporation.

### Registi
Tra i registi sono accreditati:
- Moira Armstrong in 2 episodi (1969)
- James Gatward in 2 episodi (1969)
- Lennie Mayne in 2 episodi (1970)
- Roger Jenkins

### Sceneggiatori
Tra gli sceneggiatori sono accreditati:
- Bill Craig in 26 episodi (1968-1970)
- Martin Worth in 3 episodi (1970)
- George F. Kerr in 2 episodi (1969-1970)
- Bruce Stewart in 2 episodi (1969-1970)
- Jack Ronder in 2 episodi (1969)
- Jan Read in 2 episodi (1970)

## Distribuzione
La serie fu trasmessa nel Regno Unito dal 31 dicembre 1968 al 31 marzo 1970 sulla rete televisiva BBC Two. È stata distribuita anche nei Paesi Bassi dal 4 ottobre 1970 e in Spagna con il titolo Los hombres de la frontera.

## Episodi
| Stagione         | Episodi | Prima TV Regno Unito |
| ---------------- | ------- | -------------------- |
| Prima stagione   | 13      | 1968                 |
| Seconda stagione | 13      | 1970                 |